# 刘洪杰
刘洪杰（1959年9月—），中国人民解放军少将。
曾任中央军委办公厅直属工作局局长，后升任中国人民解放军总参谋部管理保障部副部长。2015年2月，因涉嫌在2013年利用职务收受其贿赂，涉嫌受贿犯罪，被逮捕。